# فولویو فرانچسکونی
فولویو فرانچسکونی (انگلیسی: Fulvio Francesconi؛ زادهٔ ۱۹ نوامبر ۱۹۴۴) بازیکن فوتبال اهل ایتالیا است.
از باشگاه‌هایی که در آن بازی کرده‌است می‌توان به باشگاه فوتبال آ.اس. رم، باشگاه فوتبال کاتانیا، باشگاه فوتبال سمپدوریا، باشگاه فوتبال رجانا، و باشگاه فوتبال کومو اشاره کرد.